# Ardwick
Ardwick – dzielnica w Manchesterze w Anglii, w hrabstwie Wielki Manchester, w dystrykcie metropolitalnym Manchester. W 2011 dzielnica liczyła 19250 mieszkańców.